# 建业镇
建业镇，是中华人民共和国辽宁省锦州市凌海市下辖的一个乡镇级行政单位。原建业乡于2013年撤乡设镇（辽政[2013]6号文件发布）。

## 行政区划
建业乡下辖以下地区：
中心村、建业村、平安村、位字村、四合村、博字村、政立村、唐家村、绥丰村、新安村、育新村、二节地村、新立屯村和哈达铺村。